# Schulische Sozialisation
Der Begriff schulische Sozialisation bezieht sich hauptsächlich auf die soziale Entwicklung von Kindern in der Schullaufbahn und wird sowohl in den Sozial- und Geisteswissenschaften, wie der Soziologie, als auch in der pädagogischen Psychologie und Pädagogik angewendet.

## Definition aus soziologischer Perspektive

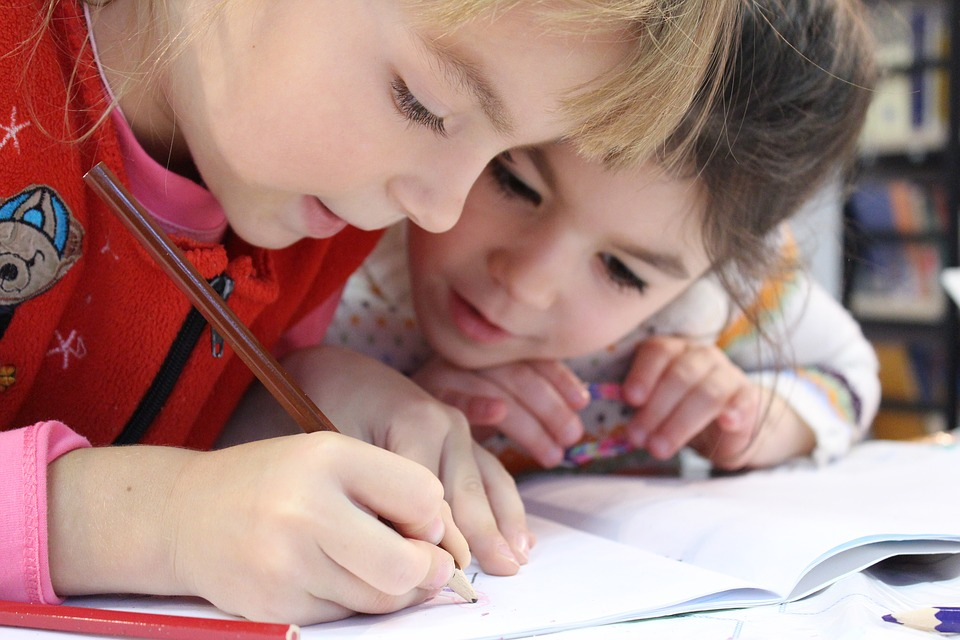
Sozialisation in der Schule

Die Definition bezieht sich immer auf die individuelle Entwicklung eines Kindes in dessen schulischer Laufbahn. Die schulische Sozialisation lässt sich auf das erlernte Verhalten der Kinder in der Schule zurückführen.
Merle Hummrich und Rolf-Torsten Kramer definieren in ihrem Werk zur schulischen Sozialisation diese wie folgt:
„Schulische Sozialisation bezieht sich auf die Vermittlung gesellschaftlicher Normen und trägt zu Qualifikation und Allokation der Person in der Gesellschaft bei. Als Sozialisationsinstanz tritt die Schule dabei in Wechselwirkung mit der Person, aber auch mit anderen Sozialisationsinstanzen wie der Familie, den Freunden und außerschulischen Institutionen.“
Durch das Erlernen von unterschiedlichen Kompetenzen, welche die Kinder sich in ihrer schulischen Laufbahn aneignen, werden sie zu aktiven Mitgliedern der Gesellschaft erzogen. Das Ziel der Schule ist die soziale Integration, als auch, qualitativ gute akademische Erfolge. Die sozialen Fähigkeiten der Schüler korrelieren positiv mit guten akademischen Resultaten. Es wird vermutet, dass ausgeprägte soziale Kompetenzen dazu führen, dass ein Kind die Struktur des Klassenraumes oder der Schule besser für sich nutzen kann und deshalb besser lernen kann. Lehrer haben dahingehend mehr Einfluss auf die soziale Entwicklung der Schüler als auf die akademischen Leistungen.

## Theoretische Grundlage aus soziologischer Perspektive
Die primäre Sozialisation ist die erste Phase, durch die der Mensch in seiner Kindheit zum Mitglied der Gesellschaft wird, allerdings findet diese hauptsächlich ihr Verständnis in der frühkindlichen Entwicklung. Nach dieser ersten Sozialisation und dem Übergang in das Schulsystem tritt laut Theorie die Sekundäre Sozialisation in Kraft.
Berger und Luckmann beschreiben die beiden ersten Sozialisationsprozesse in ihrem Werk „Die gesellschaftliche Konstruktion der Wirklichkeit: Eine Theorie der Wissenssoziologie“.
Im Buch wird der Zusammenhang zwischen Individuum und Welt im Allgemeinen, ohne auf den Begriff der schulischen Sozialisation einzugehen beschrieben. Die Identität ist ein Phänomen, welches durch Dialektik von Individuum und Gesellschaft entsteht. In der Definition der primären Sozialisation beschreiben Berger und Luckmann, dass sich das Kind in einer subjektiven und zweifelsfreien Wirklichkeit befindet, da die Umwelt durch andere konstruiert wird und nicht vom noch sehr jungen Kind hinterfragt werden kann. In der sekundären Sozialisation, also mit dem Eintritt in die Gesellschaft (etwa durch Bildungsinstitutionen), tritt das Kind in Kontakt mit anderen Verhaltensmustern und Routinen, und entwickelt somit ein neues Verständnis von sich und der nicht mehr zweifelsfreien Umwelt. Die sekundäre Sozialisation ist jener spätere Vorgang, der eine bereits sozialisierte Person in neue Abschnitte der objektiven Welt ihrer Gesellschaft einweist.
Sozialisation in der Schule (oder auch schulische Sozialisation) findet ihren besonderen thematischen Bezug in den Bildungs- und Sozialwissenschaften wieder, da dieser Begriff eine wesentliche Rolle in der Erklärung über die Entwicklung und Sozialisierung von Kindern spielt. Neben der primären Sozialisation, welche durch den sozialen Raum des Kindes in Form von Familie und Verwandtschaft charakterisiert wird, spielt die sekundäre Sozialisierung, heißt durch die aktive Teilnahme in Bildungsinstitutionen, eine signifikante Rolle um die Kinder auf gesellschaftliche Normen, Werte und Rollen und die damit verbundenen Erwartungen in der Gesellschaft vorzubereiten.

## Perspektive verwandter Wissenschaften im Kontext der schulischen Sozialisation

### Psychologie
Die Psychologie definiert den Begriff der schulischen Sozialisation wie die Soziologie. Der entscheidende Unterschied im Umgang mit dem Begriff bildet der psychologische Zugang in der Theorie. In der Psychologie ist die Didaktik in Form von Kommunikation zwischen der Lehrkraft und dem Schüler ausschlaggebend, um Lernziele und sozialisatorische Ziele zu erreichen. Die sozialisatorischen Ziele sind die Aneignung von Werten und Normen der Gesellschaft um aktiv in der Gesellschaft partizipieren zu können. Der Begriff wird somit über Kommunikation erläutert und erklärt. So schreiben Mergel-Hölz und Willerscheidt in diesem Kontext: „Denn die gesamten schulischen Bildungsprozesse sind eingebettet in das interaktive und dialogische Beziehungsgeschehen zwischen Lehrpersonal und Schülerschaft. Nur in einer förderlichen Lehrer-Schüler-Beziehung lässt sich der schulische Wissenstransfer gestalten und durch eine verbesserte Beziehungskompetenz optimieren“.

### Pädagogik
Die Pädagogik differenziert den Begriff der schulischen Sozialisation weiter als es andere Wissenschaften tun. Der Begriff wird hier im schulischen Kontext von anderen relevanten Begriffen abgegrenzt und thematisiert. Diese hängen zwar voneinander ab, sind aber theoretisch voneinander abzugrenzen. Es wird zwischen schulischer Sozialisation, Erziehung, Lernen und Bildung unterschieden, um mehr Aspekte in der Auseinandersetzung mit dem Begriff der Sozialisation im schulischen Kontext zu erreichen. Die Schule als Institution fördert Sozialisation durch Prozesse der Vergesellschaftung und Individuation. Alle beteiligten Akteure, die mit dem Schulalltag zusammenhängen, haben signifikante Einflüsse durch wechselwirkende Beziehungen unter den Akteuren auf die Entwicklung der Kinder. Dieser Einfluss wird oft mit dem Begriff der Erziehung gleichgesetzt. Der Begriff der Erziehung ist hier intendiertes Handeln. Das heißt, dass hier die Normen und Werte vermittelnde Funktion der Lehrer seine Anwendung findet. Lehrkräfte erziehen die Schüler zu vollwertigen Mitgliedern von Gesellschaft durch die Durchsetzung von schulischen Ordnungen. Das Lernen in der Schule geschieht zumeist formal auf Basis der institutionellen Rahmenbedingungen des Bildungssystems und der schulischen Institution selbst. Hier geht es um Wissensaneignung der Schüler durch die Lehrkräfte. Hierbei wird das Erlernte formalen oder praktischen Prüfungen unterstellt, um die Leistungsniveaus der Schüler zu erfassen. Darüber hinaus wird der Begriff „Lernen“ vom Begriff der Bildung abgegrenzt. Bildung stellt die Person ins Zentrum der Betrachtung. Bildung geschieht in der Auseinandersetzung um eine Sache/einen Gegenstand zwischen Person und Umwelt. Die Sache muss nicht – wie beim Wissenserwerb – zwingend durch einen bestimmten Wissenskanon vorbestimmt sein, sondern kann auch eine Erfahrung sein, ein biographischer Übergang, eine Situation, in der die Person gefordert ist, ein sich selbst in ein neues/ verändertes Verhältnis zur (Um-)Welt zu setzen.

## Kritik
„Kinder können viel mehr, als wir ihnen zutrauen. Ihre Fähigkeiten verkümmern, weil Anerkennung immer von guten Noten abhängt.“
Wesentlicher Bestandteil der Kritiken, welche den Begriff der schulischen Sozialisation betreffen, kritisieren die geringen Individualisierungsmöglichkeiten der Kinder durch Leistungsdruck in Form von Noten und dem Konkurrenzkampf. Kinder würden zu früh zu Kontrahenten und könnten sich so selbst nicht als eigenständiges, altruistisches Wesen entfalten. Es sei viel mehr der Fall, dass diese sich permanent mit der zugeschriebenen Rollenerwartung auf Basis von Geschlecht, sozialem Hintergrund oder ökonomischen Ansichten bewerten lassen müssten. Unter diesen Umständen sei es für das Kind nicht mehr möglich, seinen ureigenen Interessen nach zu gehen.
Die PISA-Studie, welche regelmäßig die Bildungsniveaus von unterschiedlichen Ländern in Form von Klausuren misst und vergleicht, stellte im Bezug auf Deutschland fest, dass es erhebliche Defizite im deutschen Bildungssystem gibt. Es wird bemängelt, dass es eine erhebliche Diskrepanz in der Bewertung und Förderung von Kindern mit Migrationshintergrund gibt, dass Kinder aus ökonomisch reichen Haushalten besser bewertet werden und dass es mittlerweile eine größere Diskrepanz der Leistung zwischen Jungen und Mädchen gibt. Im Zuge der Ungleichheit zwischen Jungen und Mädchen liegt die Kritik nicht in den Leistungsunterschieden bei Mädchen, da diese deutlich besser in der PISA-Studie abschneiden, sondern in der Rollenerwartung an Mädchen. Nimmt man den Geburtsjahrgang 1992 als Referenz, schließen aktuell rund 51 Prozent der Mädchen die Schule mit Hochschulreife ab, aber nur 41 Prozent der Jungen. Diese Entwicklung wird aber dadurch relativiert, dass Frauen auf dem Arbeitsmarkt nach wie vor noch schlechtere Chancen haben als Männer.
In der Zeitschrift für Pädagogik widmete sich die Erziehungswissenschaftlerin Barbara Koch-Priwe den Sozialisationseffekten in der Schule im Bezug auf die Entwicklung der Mädchen. Die schulische Sozialisation in Deutschland schade demnach Mädchen bei der Verwirklichung von eigenen Interessen.
Die Sozialisation vieler Mädchen begünstigt offenbar eine eingeengte Wahl von Berufsalternativen: Nicht nur das Spektrum der gewählten Berufszweige ist kleiner als das der Jungen, auch wählen sie vermehrt Berufe, deren Ausbildungszeiten von kürzerer Dauer sind und in denen die Ausbildungsvergütung deutlich geringer ist. Selbst unter Studierenden sind Frauen mit einem Anteil von etwa 40 Prozent nach wie vor unterpräsentiert, obwohl die Hälfte der Abiturienten weiblich ist: „Der Aufholprozess ist seit Anfang der 80er Jahre zum Stillstand gekommen. In ihrer Berufsentscheidung antizipieren viele Mädchen die gesellschaftliche Aufteilung in Erwerbs- und Versorgungsökonomie. Sie scheinen bei dieser Alternative mehrheitlich die klassische weibliche Rollenzuweisung zu akzeptieren und sich für die Versorgung der Ehemänner und für Kinderbetreuung verantwortlich zu fühlen.“